# Bekendtgørelse
En bekendtgørelse er en betegnelse for en administrativ forskrift udstedt af en forvaltningsmyndighed, oftest et ministeriums departement. En bekendtgørelse indeholder regler, der er bindende både for borgerne og for myndighederne. En bekendtgørelse udstedes med hjemmel i lov.
Offentlig bekendtgørelse er oftest forudsætningen for at en retsforskrift får gyldighed, hvad enten det sker i Lovtidende, Statstidende eller "i de på egnen almindeligt udbredte dagblade og ugeaviser".

## Lovbekendtgørelse
"Skulle det vise sig, at der er en skrivefejl i lovbekendtgørelsen, er det ordlyden i loven/ændringslovene der er gældende". En lovbekendtgørelse har ikke retskildeværdi: "der er ikke knyttet nogen retsvirkning til offentliggørelse af lovbekendtgørelse, som alene tjener et informativt formål."

## Historisk
Bekendtgørelser har igennem tiden haft mange former:
- En runesten, stele eller en gravsten kan siges at bekendtgøre noget.
- Et opråb på et ting var i århundreder en anerkendt måde.
- Martin Luthers opslag på en kirkedør i 1517 var en bekendtgørelse med vide konsekvenser.
- En vægtersang var også en bekendtgørelse.